# الرابطة الإندونيسية للمثقفين المسلمين
الرابطة الإندونيسية للمثقفين المسلمين هي منظمة إسلامية في إندونيسيا. تأسست في عام 1990 من قبل وزير البحث والتكنولوجيا الإندونيسي آنذاك يوسف حبيبي. تلتزم المنظمة بمكافحة الفقر وتحسين التعليم في إندونيسيا. يرأس الرابطة في الفترة من عام 2015 إلى عام 2020 جيملي أشديقي.

## التاريخ
في حين أن معظم السياسيين المسلمين في إندونيسيا قد أيدوا نظام سوكارنو وقمع قائد الجيش الإندونيسي سوهارتو للحزب الشيوعي الإندونيسي بين عام 1965 وعام 1968، سرعان ما بدأ سوهارتو في قمع الأنشطة السياسية الإسلامية في إندونيسيا. اتبع سوهارتو نظامًا حكوميًا علمانيًا، إلى جانب التعيين الرفيع المستوى للكاثوليك ورعاية الجالية الصينية العرقية، مما أدى إلى تحول بعض الجماعات السياسية الإسلامية في إندونيسيا إلى نظام سوهارتو.
في أوائل التسعينيات نقل سوهارتو هويته العامة وحكومته بشكل كبير نحو الإسلام. اعتمادًا على اسم الحاج محمد سوهارتو قام برحلة الحج إلى مكة المكرمة في المملكة العربية السعودية في عام 1991. في العام السابق سمح سوهارتو بتكوين «جمعية المثقفين المسلمين الإندونيسيين الإندونيسيين» تحت تأثير بشار الدين يوسف حبيبي المستشار المقرب وثم وزير التكنولوجيا والبحوث. على عكس المنظمات الإسلامية التقليدية في إندونيسيا دعم نظام سوهارتو الرابطة بدوره للتأثير الكبير في صنع السياسات والإدارة.
بحلول عام 1994 نمت الرابطة بشكل كبير، حيث ضمت ما يصل إلى 20.000 عضو، والذين كانوا إلى حد كبير من المسلمين المهنيين والعلماء والاقتصاديين والمربين والعلماء. حبيبي (الذي تولى منصب نائب رئيس سوهارتو في عام 1998) شغل منصب رئيس الرابطة في حين ساعد علماء إندونيسيا المسلمون والنشطاء السياسيون مثل عماد الدين (الذي كان قد سجنه نظام سوهارتو في عام 1979) في تنظيم الهيئة. كان عضوًا بارزًا آخر هو أمين رايس الذي سيصبح لاحقًا معارضًا رئيسيًا لنظام سوهارتو وزعيم المحمدية، وهي أكبر منظمة إسلامية في العالم. على الرغم من نفوذها الشديد خلال عصر سوهارتو إلا أن الرابطة كانت تفتقر إلى فكر المنظمة الشعبية أو جاذبية عامة أو دعم شعبي. يتألف نفوذ الرابطة المكون من نخبة المثقفين بشكل أساسي من رعاية سوهارتو وحزبه السياسي.

## التأثير في نظام سوهارتو
تحت رعاية يوسف حبيبي تسلل نشطاء الرابطة إلى الحكومة المركزية، وتم تعيينهم في مناصب مهمة في الخدمة المدنية والوزارات المركزية. في مواجهة النفوذ الاقتصادي والسياسي الواسع النطاق للجالية الكاثوليكية والعرقية الصينية أنهى المسؤولون المنتسبون إلى الرابطة الخطط الحكومية التي اعتُبرت مفيدة بشكل أساسي للكاثوليك والإندونيسيين الصينيين. دعت الرابطة إلى هيمنة المسلمين في صفوف الحكومة والخدمات المدنية والشرطة والجيش والصناعات والتجارة وترحيل الأقليات العرقية والدينية إلى صفوف أدنى. كما دعت الرابطة إلى إدخال الشريعة في النظام القانوني والسياسي الإندونيسي وأشرفت على إنشاء محاكم إسلامية ومصرف إسلامي وتعزيز الإعلام الإسلامي.

## الانتقادات
تم انتقاد الرابطة لكونها مجموعة ضغط تستخدمها نظام سوهارتو الذي لا يحظى بشعبية لتحصيل الدعم السياسي من المسلمين الإندونيسيين. كان ينظر إليها أيضًا على أنها مكرسة للتقدم السياسي ليوسف حبيبي، الذي كان يُنظر إليه على نطاق واسع على أنه الخليفة المحتمل لسوهارتو. كما انتقدت الجماعات الإسلامية الإندونيسية الجماهيرية مشاركتها في الحكومة الإسلامية كالجمعية الإسلامية لطلاب الجامعات وذلك دورها الرفيع المستوى في الحكومة باعتبارها أكثر اهتمامًا بالسلطة السياسية من اهتمامها بتحقيق الأهداف الإسلامية. كان يُعتقد أن صفوف الرابطة قد تسللوا إليها من قبل الإسلاميين الذين سعوا إلى ممارسة السلطة السياسية من خلال نظام سوهارتو، وبالتالي فقد أثار معارضة كبيرة بين الإندونيسيين العلمانيين والمسلمين من غير إندونيسيا.